# Limnophora tarigapensis
Limnophora tarigapensis är en tvåvingeart som beskrevs av Shinonaga 2005. Limnophora tarigapensis ingår i släktet Limnophora och familjen husflugor. Inga underarter finns listade i Catalogue of Life.